# Correspondance Astronomique
Die Correspondance Astronomique, mit vollem Titel Correspondance astronomique, géographique, hydrographique et statistique du Baron de Zach, Génes chez A. Ponthenier, erschien von 1818 bis 1826 in Genua.
Es war die dritte von Franz Xaver von Zach herausgegebene astronomische Fachzeitschrift.

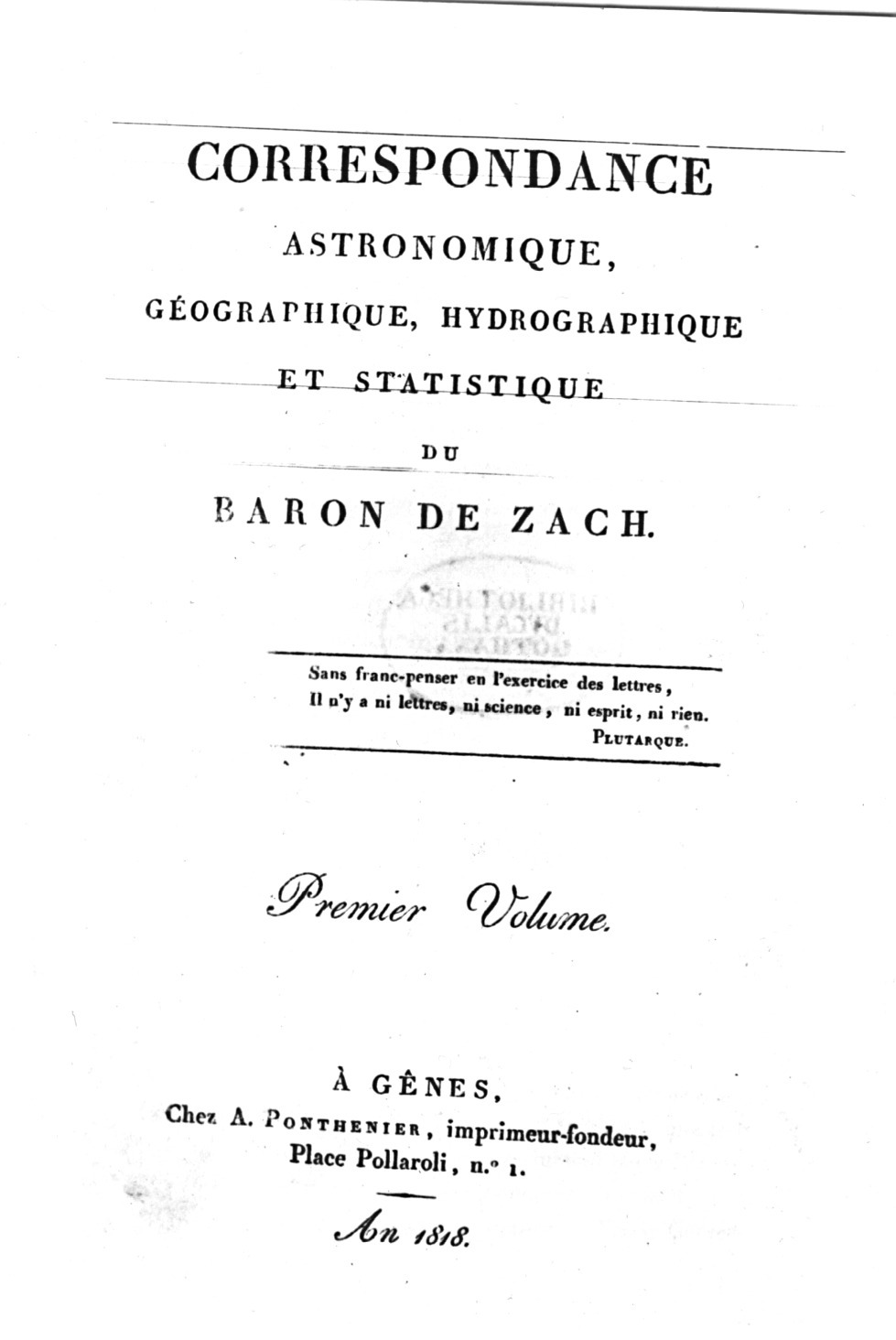

Zach, der von Herzog Ernst II. von Sachsen-Gotha-Altenburg 1786 nach Gotha berufene Astronom, baute die Seeberg-Sternwarte auf und entwickelte sie zu einem europäischen Zentrum der Astronomie.
Nach Absprache mit seinen wissenschaftlichen Kollegen, besonders anlässlich des ersten europäischen Astronomenkongresses 1798 begann er, Fachzeitschriften für die schnelle Kommunikation zu entwickeln. Von jenem Jahr an gab er die Allgemeinen Geographischen Ephemeriden bei Bertuch in Weimar heraus.
Ab 1800 folgte die Monatliche Correspondenz zur Beförderung der Erd- und Himmelskunde, die er bis zu seinem Abschied aus Gotha 1806 betreute. Bernhard von Lindenau gab dann diese Zeitschrift noch bis 1817 heraus.
Zach, der mit der Herzoginwitwe in Südfrankreich und später in Genua lebte, war dann schließlich der Herausgeber der Correspondance Astronomique, die er von 1818 bis zu ihrer Einstellung 1826 leitete. Er bemühte sich dabei, obwohl selbst nicht mehr aktiv, möglichst viele Wissenschaftler zu Mitarbeit zu gewinnen und dadurch einen allgemeinen Fortschritt der astronomischen Wissenschaft zu erreichen.
Die Zahl der Mitautoren schmolz aber sehr zusammen, die Herausgabe in Italien erschwerte die pünktliche Auslieferung. Abträglich war auch die von Zach ausgehende Polemik gegenüber einigen Fachkollegen.
Vor allem war aber inzwischen eine wirksame Konkurrenz erschienen: Seit 1821 gab Heinrich Christian Schumacher (1780–1850) die Astronomischen Nachrichten heraus, die in Deutschland und Europa schnell große Bedeutung erlangten, die bis heute anhält.